# 杨伟程
杨伟程（1946年—），山东莱州人，汉族，中华人民共和国政治人物、第十二届全国人民代表大会山东地区代表。
毕业于山东大学历史专业。加入中国共产党。担任山东琴岛律师事务所主任。2008年起担任全国人大代表。2013年，担任全国人大代表。